# Gerson Cedeño
Gerson Cedeño (9 de marzo de 1992, Guayaquil, Ecuador) es un futbolista ecuatoriano. Juega de mediocampista y su equipo actual es el SV Horn de la Primera Liga de Austria
.

## Trayectoria
Se formó desde el 2006 en las divisiones menores de la Academia Alfaro Moreno de su ciudad natal Guayaquil, en 2010 llamó la atención del Rocafuerte de la misma ciudad quien lo fichó para que juegue en sus divisiones menores.
En 2011 pasa a las inferiores del Club Deportivo Everest donde tiene destacadas actuaciones llamando así la atención de Luis Zubeldía quien pide la contratación del futbolista para el Barcelona de Ecuador quien lo ficha en 2012 donde tiene regulares actuaciones y coronándose campeón del torneo ese mismo año.
Luego de 4 temporadas en el club torero, el jugador es confirmado como nuevo jugador del Fudbalski Klub Rudar Pljevlja de la Liga Montenegrina.

## Clubes
| Club                          | País       | Año       |
| ----------------------------- | ---------- | --------- |
| Everest                       | Ecuador    | 2011      |
| Barcelona                     | Ecuador    | 2012-2015 |
| Fudbalski Klub Rudar Pljevlja | Montenegro | 2016      |
| SV Horn                       | Austria    | 2016      |
|                               |            |           |

## Palmarés

### Campeonatos nacionales
| Título              | Club      | País    | Año  |
| ------------------- | --------- | ------- | ---- |
| Campeonato Nacional | Barcelona | Ecuador | 2012 |

### Campeonatos nacionales amistosos
| Título                     | Club      | País    | Año  |
| -------------------------- | --------- | ------- | ---- |
| Copa Nelson Muñoz          | Barcelona | Ecuador | 2012 |
| Copa Yasuní ITT            | Barcelona | Ecuador | 2012 |
| Copa Nelson Muñoz          | Barcelona | Ecuador | 2013 |
| Copa Sata                  | Barcelona | Ecuador | 2014 |
| Copa del Astillero Europeo | Barcelona | Ecuador | 2014 |
| Copa Prefectura del Guayas | Barcelona | Ecuador | 2014 |
| Copa Banco de Loja         | Barcelona | Ecuador | 2014 |
| Trofeo Hincha Amarillo     | Barcelona | Ecuador | 2015 |

### Campeonatos internacionales amistosos
| Título             | Club      | País    | Año  |
| ------------------ | --------- | ------- | ---- |
| Copa EuroAmericana | Barcelona | Ecuador | 2015 |